# Philippe de Courcillon de Dangeau
Philippe de Courcillon, markýz de Dangeau (* 21. září 1638, zámek v Dangeau – 9. září 1720, Paříž), byl francouzský voják, diplomat a memoárista. Proslavil se díky své knize Journal, kde popisuje život na dvoře ve Versailles na konci vlády krále Ludvíka XIV .

## Životopis
Pocházel z protestantské rodiny z Maine a byl pravnukem Philippa Duplessis-Mornay. Baroni z Château-du-Loir počítali Courcillony, kteří žili na zámku v Dissay-sous-Courcillon, mezi své první vazaly.
Starší bratr Louise de Courcillon de Dangeau (1643–1723) byl od dětství kalvinistou, ale velmi brzy konvertoval ke katolicismu. Nejprve se proslavil svou dovedností hry v karty do takové míry, že výraz "hrát jako Dangeau" se stal běžným, což přitahovalo i shovívavou pozornost Ludvíka XIV. V roce 1665 byl jmenován plukovníkem královského pluku, který doprovázel jako pobočník při všech taženích. V roce 1667 se stal guvernérem Touraine a byl vyslán také na několik diplomatických misí do Trevíru, Mohuče či Modeny. Titul markýze de Dangeau, rozmnožil též o další tituly barona z Bressuire, Sainte-Hermine, Saint-Amant (Saint-Amand ?), Château-du-Loir a Lucé, hraběte z Melle a Civray, pána z Chausseroie (Chiché ?) a La Bourdaisière. V roce 1668 se stal rytířem Rytíř Ducha svatého v roce 1688 se stal rytířem královského Řádu svatého Ducha.
Byl znám též jako podporovatel literátů. Přátelil se s Nicolasem Boileauem, který mu věnoval svou Satiru na šlechtu. Jean de La Bruyère ho zobrazuje ve svých Postavách pod maskou Pamphile. V červenci 1667 byl zvolen členem Francouzské akademie (jeho bratr Louis pak v roce 1682), aniž by cokoliv publikoval, a v roce 1704 se stal čestným členem Akademie věd, v níž byl v roce 1706 zvolen prezidentem. Po smrti Françoise Honorata de Beauvilliers, vévody ze Saint-Aignan (1687), ho Ludvík XIV. jmenoval protektorem Akademie v Arles.
Mezi roky 1684 až 1720 si vedl deník o každodenním životě na dvoře ve Versailles. Úryvky z něj publikovali v roce 1770 Voltaire, 1817 Madame de Genlis a 1818 Lémontey. Jeho vnuk Charles-Philippe předal deník Louisi de Rouvroy de Saint-Simon a právě přidáním dodatků začal Saint-Simon psát své vlastní Memoáry. Devatenáct svazků kompletního vydání Journal de la cour de Louis XIV se poprvé objevilo v letech 1854 až 1860.
V letech 1691 až 1720 byl čtyřicátým velmistrem Vojenského a špitálního řádu svatého Lazara Jeruzalémského. V této funkci vystřídal Michela le Telliera, markýze de Louvois (1673–1691), generálního vikáře řádu s magistrálními výsadami. Jeho nástupcem se stal Ludvík I. Orleánský (1703–1752), princ královské krve, vévoda z Orléans, Chartres, Valois, Nemours a Montpensier.

## Rodina

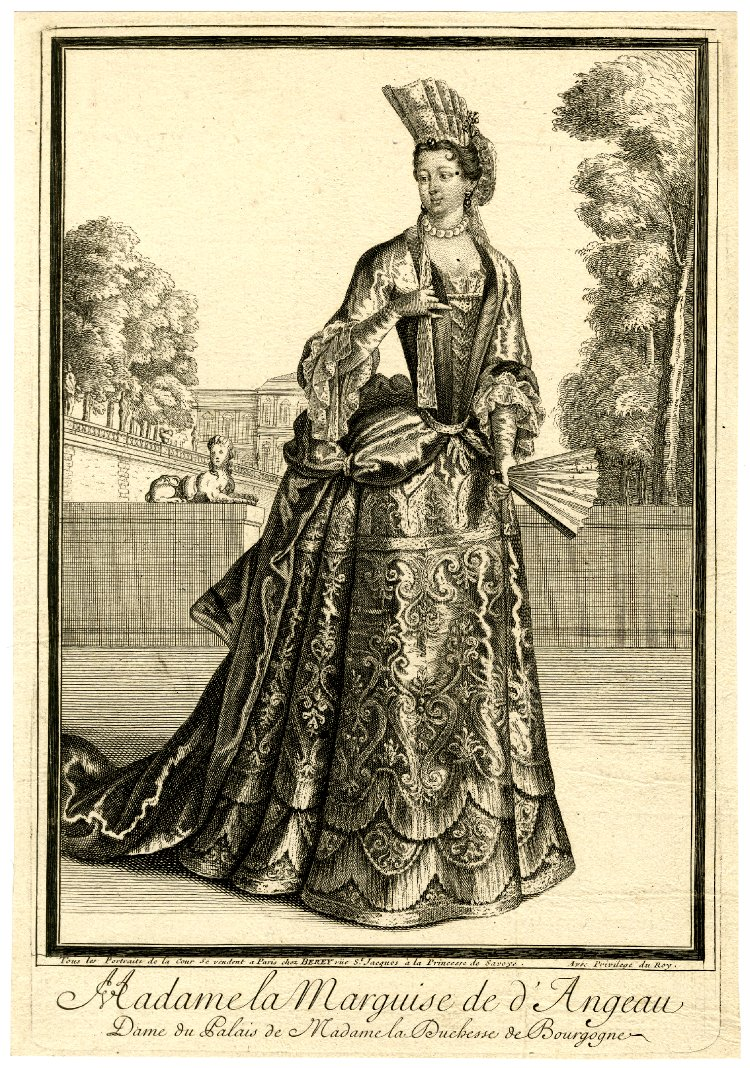
Markýza de Dangeau (rozená hraběnka z Löwenstein), dáma v paláci Marie Adelaidy, vévodkyně burgundské.

Poprvé se oženil 11. května 1670 s Anne-Françoise Morin 11 mai 1670, se kterou měl jednu dceru:
- Marie-Anne-Jeanne, budoucí manžel Honoré-Charles d'Albert de Luynes, vévoda z Montfortu (1669–1704), a vnuk Colberta. Byli rodiči budoucího memoáristy Charlese-Philippa d'Albret, vévody z Luynes (1695-1758) a kardinála Paula d'Albret z Luynes (1703–1788), arcibiskupa ze Sens.

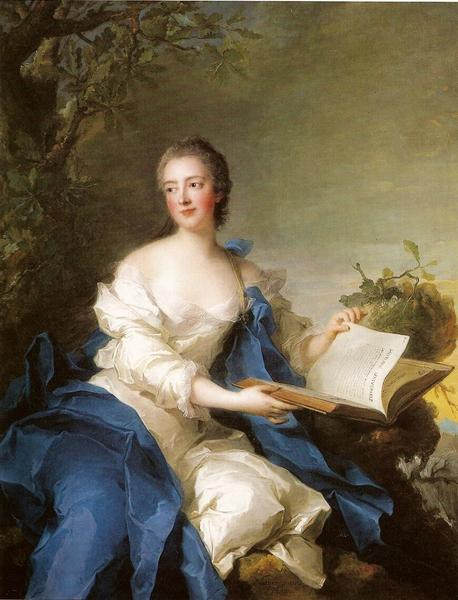
Marie-Sophie de Courcillon, vévodkyně z Picquigny na portrétu Jeana-Marca Nattiera z roku 1741.

26. března 1686 se markýz de Dangeau podruhé oženil ve Versailles s hraběnkou Sofií Marií Wilhelminou von Löwenstein-Wertheim-Rochefort (1664, Wertheim - 1736, Paříž), dcerou hraběte Ferdinanda Karla von Löwenstein-Wertheim-Rochefort (1616-1672) a jeho manželky Anny Marie, rozené princezny z Fürstenbergu (1634-1705).
- Spolu měli nejméně jednoho syna, pokřtěného Philippe-Egon (1684–1719) [5] a titulovaného markýz de Courcillon. Proslul svou krásou. Během války o španělské dědictví se zúčastnil bitvy u Malplaquet 11. září 1709. Z ní se podle dobových zpráv vrátil "mezi životem a smrtí" a Alžběta Šarlota, vévodkyně z Orleánsu, ve své korespondenci uváděla, že přišel o nohu. Ačkoliv byl znám pro svou homosexuální orientaci, oženil se s Françoise de Pompadour-Laurière, vévodkyní z La Valette, s níž měl dceru Marii Sofii (1713–1756). Ta se provdala[6] za Charlese-Françoise, vévoda z Picquigny, 5 vévoda z Chaulnes, syna Louise Auguste d'Albert d'Ailly. Z jejich manželství vzešla pouze dcera Marie Tereza (1730–1736), která zemřela v mladém věku. Když Marie Sofie ovdověla, později se znovu provdala za Hercula Mériadeca z Rohanu, prince ze Soubise, vévodu z Rohanu-Rohanu. Tento druhý sňatek zůstal bez potomků.

## Anekdota
Dangeau ochotně půjčuje své pero králi a jeho doprovodu. Opat z Choisy (1644–1724) říkal, že Ludvík XIV. požádal Dangeaua, aby napsal dopisy slečně Louise de La Vallière (1644–1710), která ho požádala o stejnou službu, aby odpověděla králi. Opat de Choisy vypráví epilog : "Takto dělal dopisy a odpovědi; a trvalo to rok, než se La Vallière se svým vylitím srdce přiznala králi, který ji podle svého uvážení příliš chválil za jejího ducha, že za to největší vděčí jejich společnému důvěrníkovi, kterého obdivovali za diskrétnost. Král se jí naopak přiznal, že použil stejný vynález."

## Ohlasy
V Paříži a ve Versailles jsou po něm pojmenovány ulice.